# Història del feminisme
La història del feminisme inclou el conjunt de moviments i teories del feminisme al llarg del temps. El seu abast és discutit, tant per la cronologia (hi ha polèmica sobre el moment d'inici) com pel tipus de fenòmens que hauria de comprendre, ja que es pot considerar que tots els col·lectius que defensen l'alliberament de la dona o que reivindiquen els seus drets formen part d'aquesta història, o bé que només cal llistar aquells pensadors i grups que es defineixen ells mateixos com a feministes o que reflexionen sobre aquesta ideologia. La conjunció entre filosofia, activisme social i la revisió de la història i la cultura des del prisma de la dona compliquen encara més el panorama.
Tradicionalment s'ha dividit el feminisme en diverses "onades" o etapes històriques. La primera onada de teoria feminista va suposar el naixement de la consciència de l'opressió de la dona en diferents àmbits i va articular-se a través de reivindicacions sobretot de caràcter polític o legislatiu, encaminades a assolir una situació de progressiva igualtat entre homes i dones a l'esfera pública. La segona onada va ampliar el camp de lluita per denunciar el patriarcat que imperava, fins i tot de manera inadvertida per a la societat, en diverses esferes de la vida quotidiana. La tercera, per la seva banda, va abandonar el concepte d'un sol feminisme, per acceptar diversitat de concepcions de gènere i la seva relació amb altres esferes. Aquestes onades, però, no són iguals a tot el món ni tenen un consens unànime entre els estudiosos, ja que les lluites es mantenen entre períodes i apareixen moviments que són l'evolució d'associacions anteriors, que no es donen per superats. Així, per exemple, la lluita política que va iniciar el moviment formal del feminisme continua vigent.

## Antecedents

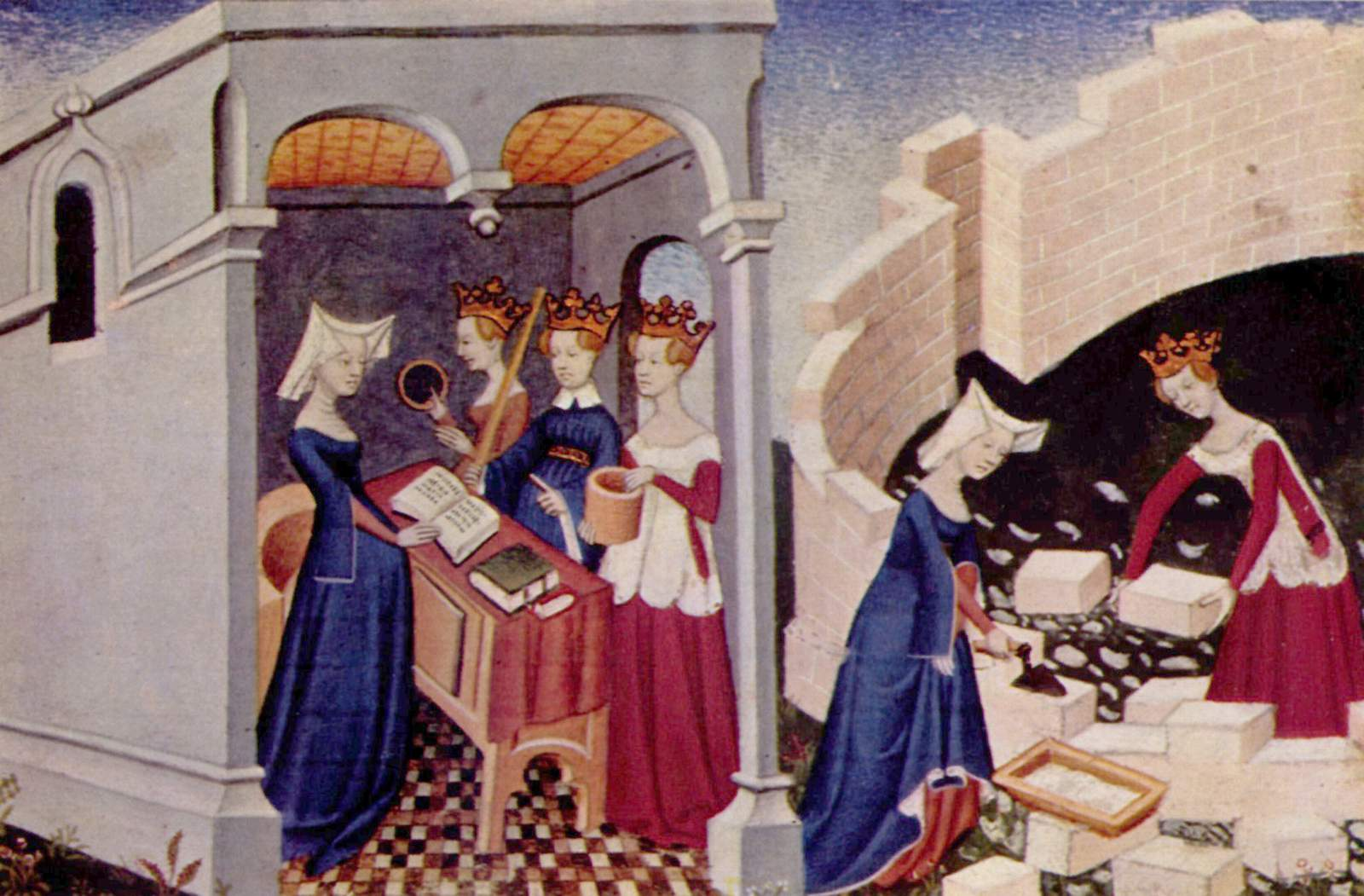
Il·lustració de Christine de Pisan

Usualment s'agrupen amb el nom de protofeminisme tots aquells escrits o manifestacions sobre la igualtat entre dones i homes, o sobre la denúncia de la subordinació femenina, que són anteriors a l'aparició del feminisme com a teoria independent. No s'hi inclouen aquelles obres que parlen de dones cèlebres, com per exemple De mulieribus claris de Boccaccio, ja que el seu propòsit era simplement completar un catàleg de biografies il·lustres amb un missatge moral i no reivindicar el paper de les figures que hi apareixen. En canvi, Christine de Pisan a La ciutat de les dames sí que mostra un objectiu de denúncia i polemitza amb escrits d'èxit de caràcter misogin. Igualment com a reacció a un text masclista apareix Vita Christi, d'Isabel de Villena, on es retrata la figura de Jesús a partir de les relacions amb dones que el van acompanyar.
Ja al segle xvi, Moderata Fonte escriu argumentant el mèrit de les dones, que pot ser fins i tot superior al dels homes, en un clar qüestionament a la tradició, vigent des d'Aristòtil, que indicava que les dones eren incapaces d'assolir fites intel·lectuals. Més endavant, Marie de Gournay insisteix en aquesta línia, defensant l'educació de tots els nens i nenes com a via per a assolir el progrés. També denuncia els perills que suposa per a una esposa dependre absolutament del seu marit, una condició que en el primer feminisme modern serà una de les qüestions cabdals de debat. A finals del segle xvii François Poullain de la Barre recull aquests texts i amplia el camp d'anàlisi, aplicant el raonament cartesià per promoure la igualtat de gènere. Examinant les facultats mentals, es pot concloure que no hi ha res en la naturalesa femenina que pugui justificar o explicar la situació de subordinació que pateixen, que aleshores s'ha d'assenyalar com d'origen cultural. La defensa de la formació per superar aquest desavantatge és un dels objectius centrals de Mary Astell, una fita que es va començar a assolir als salons cortesans del segle xvii, sovint organitzats per dones, on es discutia de diferents qüestions i servien de plataforma per a sentir idees ben diverses. En aquests debats van sorgir moltes de les idees relacionades amb el feminisme que la Il·lustració difondria en dècades posteriors. Astell va negar igualment el fonament bíblic de la submissió de la dona, utilitzant els seus coneixements de teologia, com per exemple en els seus comentaris a la Primera carta als Corintis.

## Elseglexviii

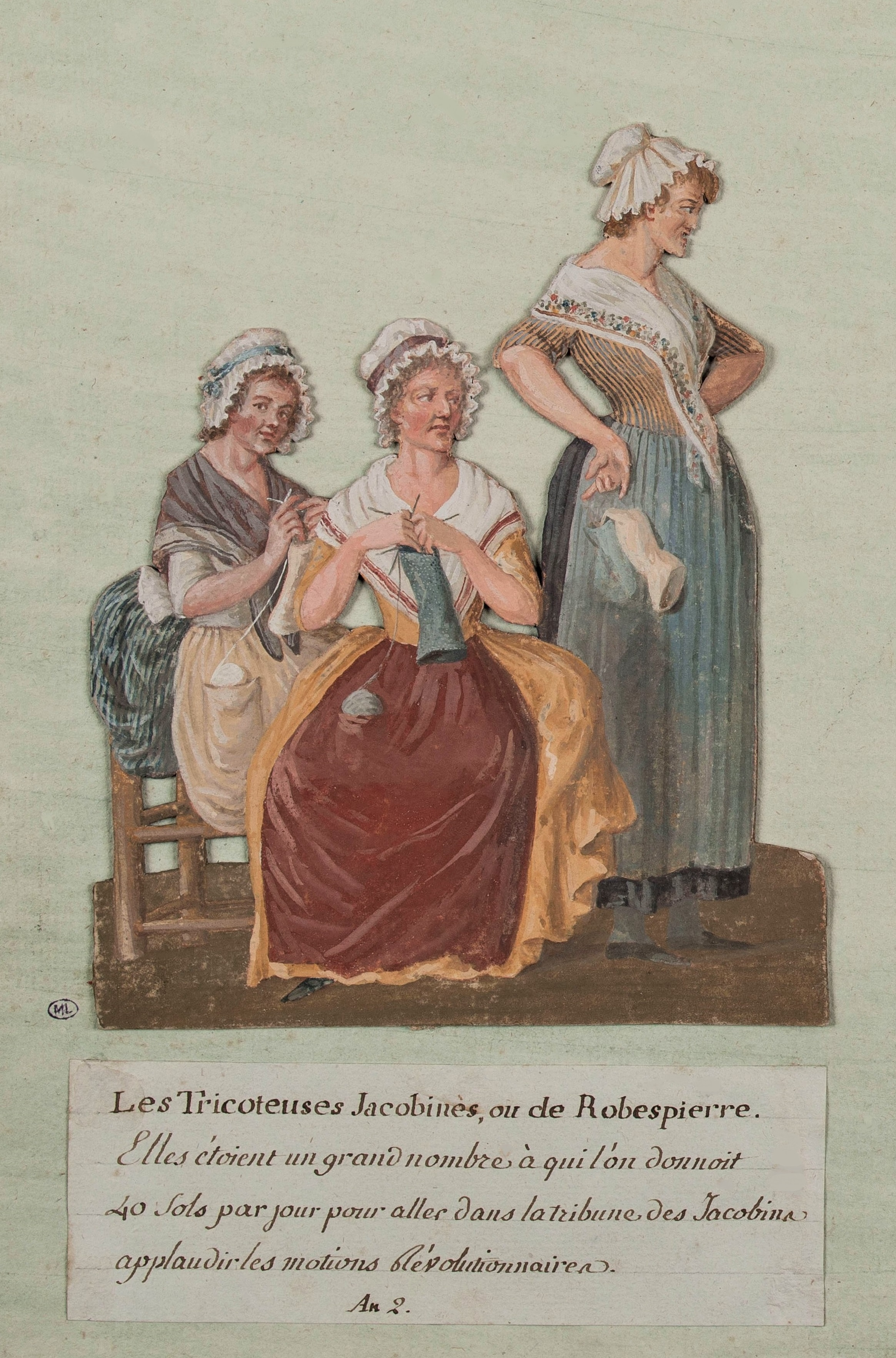
"Les teixidores" l'any 1793, poc després es prohibirien a França totes les associacions polítiques de dones

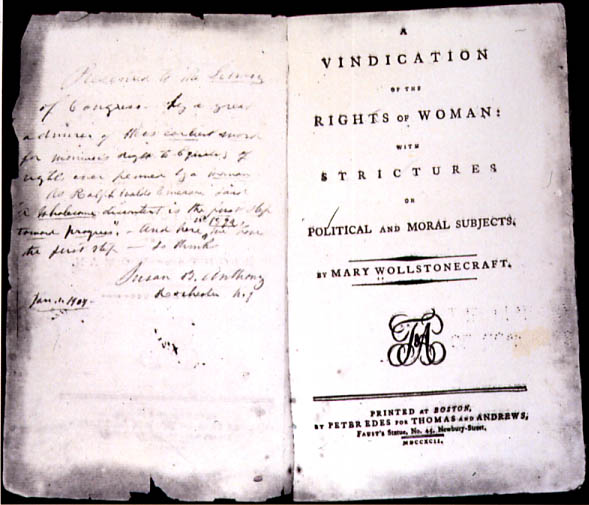
Portada de l'obra de Mary Wollstonecraft, Vindicació dels drets de la dona.

La Il·lustració es va caracteritzar per la proliferació d'assajos filosòfics i per la introducció d'un raonament intel·lectual laic. Una part dels filòsofs il·lustrats com Jeremy Bentham (1781), Nicolas de Condorcet (1790) i especialment Mary Wollstonecraft (1792) van defensar els drets de les dones en els seus escrits. D'altres escriptors importants com Abigail Adams, Catharine Macaulay o Hedvig Charlotta Nordenflycht també expressaren punts de vista feministes.
Bentham explicà que la posició d'inferioritat de les dones a nivell legal el dugueren a escollir la carrera reformista amb només onze anys. Parlava de la igualtat entre sexes i advocava pel vot femení i el dret de les dones a participar de la política. S'oposava als estàndards sexuals i morals asimètrics entre dones i homes. A Introduction to the Principles of Morals and Legislation (1781) Bentham assevera contra la negació dels drets de les dones en molts països al·legant que són ments inferiors i ho desmunta relatant diversos exemples de dones regents.
El matemàtic i líder revolucionari francès Nicolas de Condorcet defensava els drets humans i advocava tant per la igualtat de les dones com per l'abolició de l'esclavitud. En l'article De l'admission des femmes au droit de cité (Per al reconeixement dels drets civils de les dones) i en un article a Journal de la Société de 1789 dirigit al nou govern de 1790 reivindicava el sufragi femení.
Els primers assaigs sobre "la cuestió de la dona" criticaven el rol restrictiu de la dona, però no assenyalaven culpables dels desavantatges de la dona ni sobre els homes. El treball de Mary Wollstonecraft Vindicació dels drets de la dona, és un dels pocs escrits abans del segle xix que es pot anomenar feminista sense por a l'ambigüitat. Sota els estàndards moderns, la seva metàfora de la dona com a noblesa, elit de la societat, mimada, fràgil i propensa a la peresa intel·lectual i moral, sona com un argument masculí. Wollstonecrat creia que tots dos sexes havien contribuït a aquesta situació i donava per descomptat que la dona tenia un poder considerable sobre l'home.

## Elseglexix
Al segle xix als països anglosaxons, particularment a la Gran Bretanya i als Estats Units. Als Estats Units, va néixer gràcies als moviments antiesclavistes, en el qual van militar moltes dones, però que, quan van veure que eren marginades pels seus mateixos companys de lluita, van decidir que elles també havien de lluitar pel seu propi alliberament. Un moment important va ser la Convenció i posterior Declaració de Seneca Falls, l'any 1848. A la Gran Bretanya, tot i l'existència d'iniciatives anteriors, el moviment comença realment a partir de 1897 quan es va fundar la NUWSS (National Union of Women Suffrage) i l'any 1903, quan Emmeline Pankhurst va fundar la WSPU (Women's Social and Political Union). En 1891 es va fundar la considerada primera organització feminista de Catalunya,, la Sociedad Autónoma de Mujeres de Barcelona.

## Anys 50 - 90
Durant la Segona Guerra Mundial, la dona es va incorporar activament al treball remunerat per necessitat, però en l'època de postguerra es va viure un retorn als rols tradicionals que relegaven la dona al paper de mestressa de casa. Per això el feminisme de la segona meitat del segle XX incrementa el discurs crític per denunciar el context que permet i aquesta situació, i no únicament la manca d'accés a institucions o l'espai públic. És a dir, sense abandonar la lluita per la igualtat social, els diferents moviments feministes aprofundeixen en l'anàlisi de l'entorn social ampli.
Una obra cabdal en aquest canvi de postura és El segon sexe de Simone de Beauvoir. S'hi critica que el paper que s'atorga a la dona passi només per casar-se i ser mare, renunciant així a la possibilitat de fer carrera professional. La maternitat és vista, doncs, com un obstacle per a la pròpia realització. També apareix el concepte de dona com a símbol d'alteritat respecte l'home, que esdevé canònic. És el gènere masculí el que dicta la norma i el segon sexe a què al·ludeix el títol és el que es desvia o diferencia, el que es defineix per oposició i no per ell mateix. Això ajuda a la seva subordinació, efectuada des de la norma.
En el camp de l'activisme, els moviments feministes van incrementar les lluites en qüestions relacionades amb la sexualitat, bàsicament l'accés a mètodes anticonceptius i el dret a avortar en cas d'un embaràs no desitjat (com per exemple amb el Manifest de les 343). L'argument teòric darrere les dues campanyes era que la dona tenia dret a decidir sobre el propi cos, donar o no a llum, i així sortir de la maternitat forçosa. Igualment, es deslligava el plaer sexual de la reproducció, incitant a les noies a explorar i descobrir el propi cos a font de satisfacció per a una mateixa i no per a l'home.

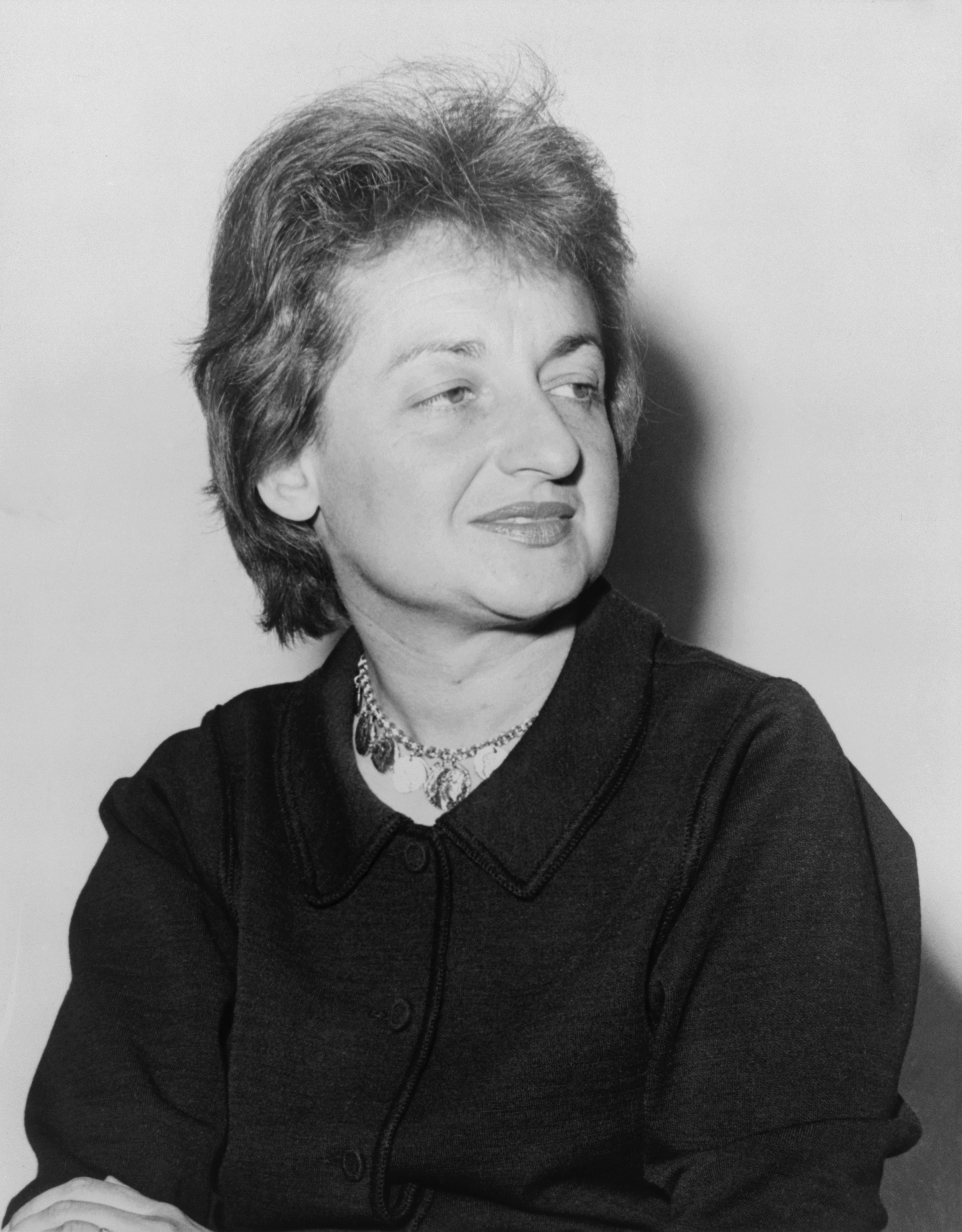
Betty Friedan el 1960

En 1963 apareix una altra obra fonamental de la història del feminisme: The Feminine Mystique, de Betty Friedan. Allà l'autora explica que ha sorgit un "problema sense nom", pel qual moltes dones que aparentment ho tenen tot, acaben sent infelices perquè els rols tradicionals no les deixen desenvolupar-se com a persones individuals, sinó únicament com a mares, esposes i mestresses de casa, una funció vers els altres, de servei. Es denuncia a més la doble jornada laboral a què havien de fer front les que decidien treballar fora de la llar, ja que no deixaven de dur a termes les funcions abans descrites, i que causava sentiment de culpa. La via per resoldre aquesta injustícia ha d'incloure -segons l'escriptora- tant els homes com les dones, si es vol assumir la plena igualtat. Tots dos sortirien guanyant si es deixés que les dones desenvolupessin tot el seu potencial, ajudant al país a progressar. També tindrien una relació més igualitària i més feliç a nivell personal. Friedan va influir en la creació de l'associació National Organization for Women, que assumia com a propis els objectius inclosos en el seu llibre i va constituir un dels grups més actius als Estats Units en el camp de la lluita feminista.
Dins d'aquesta lluita va prendre un protagonisme creixent la sexualitat, que segons Kate Millett era una qüestió no solament privada sinó també política. En un polèmic assaig basat en la seva tesi doctoral, Sexual Politics, argumentava que tant en la ficció com en la realitat, el sexe estava analitzat únicament des d'un prisma androcèntric, i posava exemples dels principals escriptors i pensadors de diferents èpoques. El llibre es considera un dels primers textos de la crítica feminista i va reorientar els estudis sobre sexualitat de l'època. Millett defensava una revolució sexual que influís en l'agenda pública i alliberés la dona de la submissió també en aquesta esfera.
Germaine Greer va publicar en 1970 The Female Eunuch, on s'atacava la família nuclear com a únic model possible, un model que tornava la dona "un eunuc", un ésser amputat. Identifica l'estereotip de la dona perfecta, que està construït per l'home i té un fort component psicoanalític, i afirma que si justament es pot parlar de tantes diferències entre els dos és perquè són de caràcter cultural, no hi ha tantes varietats entre mascles i femelles d'altres espècies. Aquesta dona ideal -construïda socialment- es basa en gran manera en una bellesa inexistent que causa malestar entre el sector femení. Greer defensava una revolució per assolir la plena igualtat. Una altra crítica a la família nuclear es troba a l'obra coetània de Shulamith Firestone, qui a The Dialectic of Sex barreja arguments provinents del marxisme i la psicoanàlisi per assegurar que la divisió de rols potenciada per aquest model de família rau a la base d'altres discriminacions, com la divisió de classes, el racisme, l'imperialisme i el domini de l'home en altres àmbits. El sistema imperant, aleshores, es pot llegir des d'una òptica de gènere, com proposa la teoria feminista radical, de la qual Firestone és una de les màximes exponents. Luce Irigaray s'emmarca dins aquesta estela quan analitza la diferència sexual dins d'un marc cultural.
Un altre tema candent al final d'aquest període va ser la relació entre sexe i violència, un assumpte que va derivar en una anàlisi profunda sobre la relació entre sexualitat normativa i rols de gènere i que va suposar la divisió del moviment feminista. Diversos eren els punts de debat, entre ells la violació, la pornografia i la prostitució com a assumptes més polèmics. L'aspror del to emprat en alguns escrits va portar a titllar el debat com a "feminist sex wars" als Estats Units. Les diferents visions sobre aquestes qüestions continuen sense assolir un consens en l'actualitat.

## Finals del segle XX i segle XXI
A finals de la dècada de 1980 va sorgir una nova divisió en el feminisme que donaria peu a noves escoles dins del moviment. La majoria de moviments tenen en compte la dimensió individual i no solament col·lectiva o estructural del problema i es fixen en la situació concreta i en la vivència emocional del fenomen per part de cadascú. Per això el que predomina és la varietat de propostes i apropaments, tant teòrics com de militància. Algunes de les aportacions van posar en qüestió el concepte dicotòmic de la identitat de gènere. Així, mentre uns pensadors continuaven aprofundint en les diferències entre homes i dones i denunciant les desigualtats del sector femení, d'altres van negar que l'ésser humà es pogués identificar únicament en una oposició binària home - dona, i van reivindicar un apropament menys essencialista al gènere. Igualment es van refermar les diferències regionals en el feminisme, criticant l'etnocentrisme de l'activisme precedent.
Dins del primer grup, destaca l'obra de Rebecca Walker, qui va proposar modernitzar el feminisme per apropar-hi les noves generacions i fer-los entendre que es tractava d'una lluita per la justícia i, per tant, la base de la política. Per això animava les dones a esdevenir líders de les seves comunitats per fer-les canviar. Aquest lideratge havia de ressaltar una manera diferent d'actuar, valorant la visió femenina i la seva aportació, diferent i de vegades més adequada que la masculina. Els valors femenins cobraven més sentit en un món on calia atendre les emocions per al benestar personal, tal com defensa Carol Gilligan, qui afirma que existeix una ètica femenina, basada en la cura als altres, diferenciada d'una ètica masculina, on el concepte clau és la justícia o la imparcialitat.
Entre el feminisme que qüestiona la divisió entre homes i dones ha tingut un paper clau el moviment social LGBT. Seguint la teoria Queer, la identitat de gènere pot ser canviant, ja que és una construcció social i com a tal pot veure's alterada per evolució del subjecte, del seu entorn o per elecció de la persona. D'aquí va néixer el concepte de drag, derivat de les actuacions de les drag queen: el gènere entès així és com una disfressa que hom adopta per relacionar-se de manera puntual amb els altres i, per tant, cadascú pot sentir-se i mostrar-se com a home, dona, cap dels dos o qualsevol varietat diferent. No existeix el gènere com una essència fixa que defineixi la persona, sinó que aquesta és lliure de disfressar-se, adoptar el drag, que desitgi, sigui de forma puntual o permanent.
Al tercer bloc apareix com a clau el concepte d'interseccionalitat. L'opressió no es dona només per raons de sexe, sinó també de classe o de raça, i no es poden separar les vivències o demandes de cap dels eixos, de manera que una dona negra i pobra tindrà una visió diferent del món i del seu paper que una dona blanca rica. Autores com Brigitte Vasallo s'han d'inscriure en aquesta línia. La identitat està formada per múltiples capes i totes elles afecten a la visió del feminisme. Així, es pot parlar d'un feminisme cristià, diferent al feminisme islàmic, per exemple, si es pren en consideració com afecta religió a la visió de les relaciones de gènere. Les preocupacions, doncs, variaran en funció del context analitzat. Una qüestió com el vel islàmic pot veure's de diferent manera per les dones europees que per les d'Àfrica del nord i d'altres temes, com la poligàmia, són absents del debat feminista occidental hegemònic mentre que ocupen un lloc central en determinats països. L'ONU, que ha incorporat la igualtat entre gèneres com una fita essencial per al desenvolupament, ha subratllat aquestes diferències culturals en les seves conferències internacionals. En un marc postcolonial, la identitat és sempre híbrida o múltiple, tal com afirma Homi K. Bhabha. El feminisme marxista, de gran tirada durant èpoques anteriors, s'ha adaptat per incloure aquesta realitat polièdrica sense renunciar a la seva demanda de justícia social, de la qual la igualtat de gènere és només un vessant, com reclama Nancy Fraser.
La lluita feminista complementa les manifestacions i accions tradicionals amb l'ús de les arts escèniques, l'humor, la ironia i la presència a les xarxes socials, que serveixen d'altaveu per difondre les seves idees. A partir de la reflexió sobre Internet com a nou espai de relació, neix el ciberfeminisme, que busca establir un món virtual sense les desigualtats del món físic i que denuncia que gran part dels estereotips de gènere s'han traslladat a la xarxa. Alguns autors han sostingut que aquest ciberfeminisme és l'inici d'una quarta onada històrica en el moviment feminista, però la manca de perspectiva històrica suficient no permet afirmar-ne l'existència.